# Pellenes insignis
Pellenes insignis är en spindelart som först beskrevs av Butt, Beg 2000.  Pellenes insignis ingår i släktet Pellenes och familjen hoppspindlar. Inga underarter finns listade i Catalogue of Life.